# Криворотов, Иван Степанович
Иван Степанович Криворотов — советский хозяйственный, государственный и политический деятель.

## Биография
Родился в 1908 году в Козьмодемьянске в русской крестьянской семье. Член КПСС с 1932 года.
С 1929 года — на хозяйственной, общественной и политической работе. В 1929—1946 гг. — член Юркинской комсомольской ячейки, председатель правления товарищества по обработке земли "Стремление", в Красной Армии, председатель колхоза имени Жданова Горномарийского района Марийской АССР, персональный пенсионер союзного значения.
Избирался депутатом Верховного Совета СССР 4-го и 5-го созывов.
Почётный гражданин Козьмодемьянска (1983).
Умер в Козьмодемьянске в 1990 году.